# Куцевол Анатолій Анатолійович
Анатолій Куцевол (нар. 26 листопада 1985) — український політик, держслужбовець, дипломат, Надзвичайний і Повноважний Посол України в Латвійській Республіці з грудня 2022 року, у минулому заступник Державного секретаря Кабінету Міністрів України.

## Життєпис
Народився у місті Києві. Закінчив Київський національний університет імені Тараса Шевченка, де отримав диплом магістра філології (2007). Пізніше здобув диплом економіста (2009) та магістра державного управління (2013) у Національній академії державного управління при Президентові України. Має ступінь кандидата наук з державного управління (2021). Володіє українською, англійською, італійською та російською мовами.

## Кар'єра
Професійну діяльність розпочав у Департаменті міжнародної технічної допомоги та співпраці з міжнародними фінансовими організаціями Міністерства економіки України.
У 2011 році продовжив цю роботу в Офісі Президента України, де працював над питаннями зовнішньоекономічної політики України, реформуванням митного законодавства, співпраці України з міжнародними фінансовими організаціями, зокрема Групою Світового банку, Європейського банку реконструкції та розвитку, Європейського інвестиційного банку, а також міжнародного партнерства з технічної допомоги, зокрема з Організацією економічного співробітництва та розвитку. Взяв участь у Програмі перепідготовки молодих українських службовців у відомствах Федерального канцлера та Федерального президента Німеччини (2010), щоб ближче познайомитися з роботою Європейської коаліції держав.
А. Куцевол належить до прихильників європейської інтеграції України працював у Бюро європейської інтеграції при Секретаріаті Кабінету Міністрів України (2009—2011). Відповідав за співпрацю з ЄС у питаннях економіки та статистики, юстиції, реформ свободи та безпеки, технічної допомоги, переговорного процесу з Європейською комісією щодо розвитку, виконання Порядку денного Україна-ЄС та Угоди про асоціацію, загальнополітичні питання співробітництва України та ЄС
Згодом став заступником директора Урядового офісу координації європейської та євроатлантичної інтеграції в історичний для України час, одразу після Революції Гідності. У час, коли європейська інтеграція України стала основним рушієм комплексних реформ і змін в Україні як начальник відділу стратегічного планування Урядового офісу, А. Куцевол відповідав за формування євроінтеграційної політики України, підтримку політичного діалогу з ЄС, підтримку двосторонніх органів асоціації тощо.
Пізніше А. Куцевол працював у кількох неурядових організаціях, приватному секторі та проектах міжнародної технічної допомоги, де також пропагував Цілі сталого розвитку. Є активним промоутером екологічної стійкості в економіці України, зокрема мінімізації екологічних ризиків від вживаних автомобілів. Свої ідеї просуває у блозі на ЛІГА.net.
12 жовтня 2020 року Кабінет Міністрів України призначив Анатолія Куцевола заступником Державного секретаря Кабінету Міністрів України.
23 грудня 2022 року Президент України призначив Анатолія Куцевола Надзвичайним і Повноважним Послом України в Латвійській Республіці.

## Родина
Дружина — Куцевол Марія Олександрівна (1989 р.н.), доньки — Куцевол Еліна Анатоліївна (2018 р.н.), Куцевол Діана Анатоліївна (2018 р.н.). Батько — Куцевол Анатолій Миколайович (1952—2022). Мати — Куцевол Надія Василівна (1959 р.н.).

## Інша інформація
Державний службовець 2-го рангу.
Нагороджений Почесною грамотою Кабінету Міністрів України (2022), Подяками Прем'єр-міністра України (2021), Голови Верховної Ради України (2024), Голови Державної прикордонної служби України (2021), Голови Державної митної служби України (2022), Go Global Awards 2022 за лідерство в економічній дипломатії від Міжнародної торгової ради (International Trade Council). Нагороджений медаллю "За сприяння в охороні державного кордону" від Голови Державної прикордонної служби України (2023), нагрудним знаком "Вірний завжди" Командира 36 окремої Бригади Морської піхоти.

## Дипломатичний ранг
- Надзвичайний і Повноважний Посланник другого класу (2024)[11]